# 上海交通大学致远学院
致远学院，是上海交通大学的一个学院，前身为成立于2009年的“交大理科班”。该学院现设数学班、物理学班、生命科学班以及计算机科学班（又称ACM班）。